# Desa Sukaresmi (administrativ by i Indonesien, Jawa Barat, lat -6,70, long 106,91)
Desa Sukaresmi är en administrativ by i Indonesien.   Den ligger i provinsen Jawa Barat, i den västra delen av landet, 50 km söder om huvudstaden Jakarta.